# Invasão mongol de Java
A dinastia Yuan sob Kublai Khan tentou em 1292 invadir Java, uma ilha na atual Indonésia, com 20 000 a 30 000 soldados. Esta invasão foi planejada como uma expedição punitiva contra Kertanegara de Singhasari, que se recusou a pagar tributo ao Yuan e mutilou um de seus emissários.  No entanto, nos anos intermediários entre a recusa de Kertanegara e a chegada da expedição a Java, Kertanegara foi morto e Singhasari foi usurpado por Kediri. Assim, a força expedicionária Yuan foi direcionada para obter a submissão de seu estado sucessor, Kediri. Depois de uma campanha feroz, Kediri se rendeu, mas as forças Yuan foram traídas por seu antigo aliado, Majapahit, sob o comando de Raden Wijaya. No final, a invasão terminou com o fracasso de Yuan e a vitória do novo estado, Majapahit.

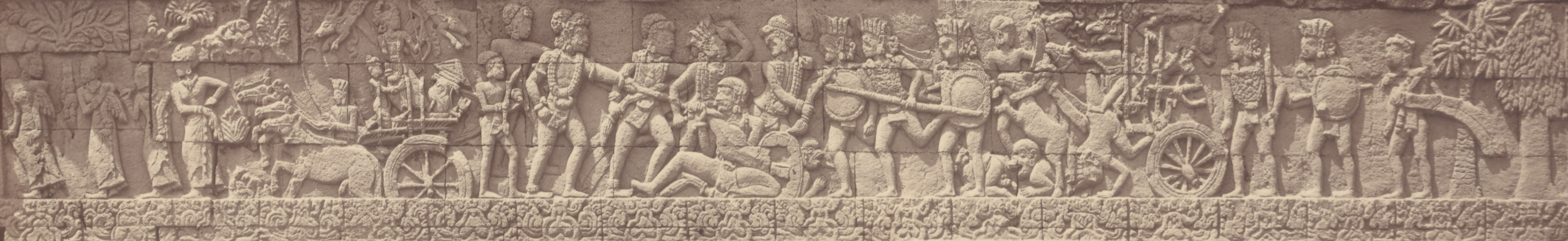
Cena de batalha do templo principal do complexo do templo de Penataran.

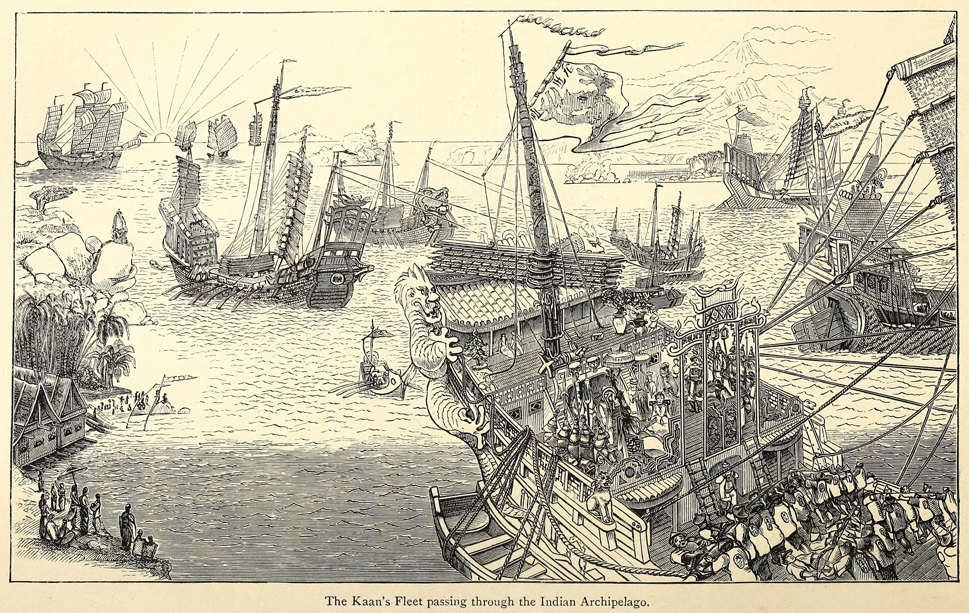
A frota de Kublai Khan passando pelo arquipélago indonésio, por Sir Henry Yule (1871)